# Cryptophagus scutellatus
Cryptophagus scutellatus is een keversoort uit de familie harige schimmelkevers (Cryptophagidae). De wetenschappelijke naam van de soort werd in 1834 gepubliceerd door Edward Newman.